# Каплиця Матері Божої (Зозулинці)
Каплиця Матері Божої в Зозулинцях — культова споруда, пам'ятка архітектури місцевого значення в селі Зозулинцях Тернопільської области України.

## Відомості
Збудована в 1889 році на місці, де місцевому жителю в третій день Зелених свят об'явилася Матір Божа.
У 1962 році святиню підірвали. Її відновили в 1989 році. Місцевим художником Василем Дем'яновим намалював ікони Пресвятої Богородиці такою, як вона з'явилась пастухам за розповідями місцевих жителів.